# Lasse løber væk
|  | Denne artikel er oprettet af botten Steenthbot ud fra en ekstern database. Den kan derfor have sproglige fejl eller mangler. Denne skabelon kan fjernes efter kontrol af indholdet. |

Lasse løber væk er en dansk børnefilm fra 1951 instrueret af Holger Jensen efter eget manuskript.

## Handling
Kort scene fra 'Tak for sidst', klippet sammen til en underholdningsfilm for mindre børn under 7 år.